# Droga wojewódzka 165
Die Droga wojewódzka 165 (DW 165) ist eine der kürzesten polnischen Woiwodschaftsstraßen. Im mittleren Norden der Woiwodschaft Westpommern gelegen, verläuft sie auf einer Strecke von fünf Kilometern in Nord-Süd-Richtung durch den Kreis Koszalin (Köslin). Ihre wesentliche Bedeutung liegt in der Verbindung des Verkehrs auf der Landesstraße DK 11, besonders aus der Richtung von Koszalin kommend, mit den hier zahlreichen Ostseebädern. Sie führt nach Mielno (Groß Möllen), von wo aus die Nachbarbäder gut erreichbar sind.

## Streckenverlauf
Woiwodschaft Westpommern:
Powiat Koszaliński (Kreis Köslin):
- Mścice (Güdenhagen) (DK 11:  Koszalin ↔ Kołobrzeg (Kolberg))
- Strzeżenice (Streitz)
- Mielno (Groß Möllen)